# Foreste sclerofille e miste iberiche sud-occidentali
Le foreste sclerofille e miste iberiche sud-occidentali sono una ecoregione dell’ecozona paleartica, appartenente al bioma delle foreste, boschi e macchie mediterranee, indicate dal WWF con il codice: PA1221. L’ecoregione si estende lungo nell’angolo sudoccidentale della penisola iberica, da poco a nord di Lisbona fino alla Murcia; comprende zone di duna costiera, foreste di sughere allevate a scopo commerciale, foreste naturali di querce, varie zone pantanose e zone umide salmastre di grande importanza naturalistica e zone di semi-arido.
La regione fa parte della ecoregione globale 123 Formazioni forestali mediterranee, inclusa nella lista Global 200.

## Territorio

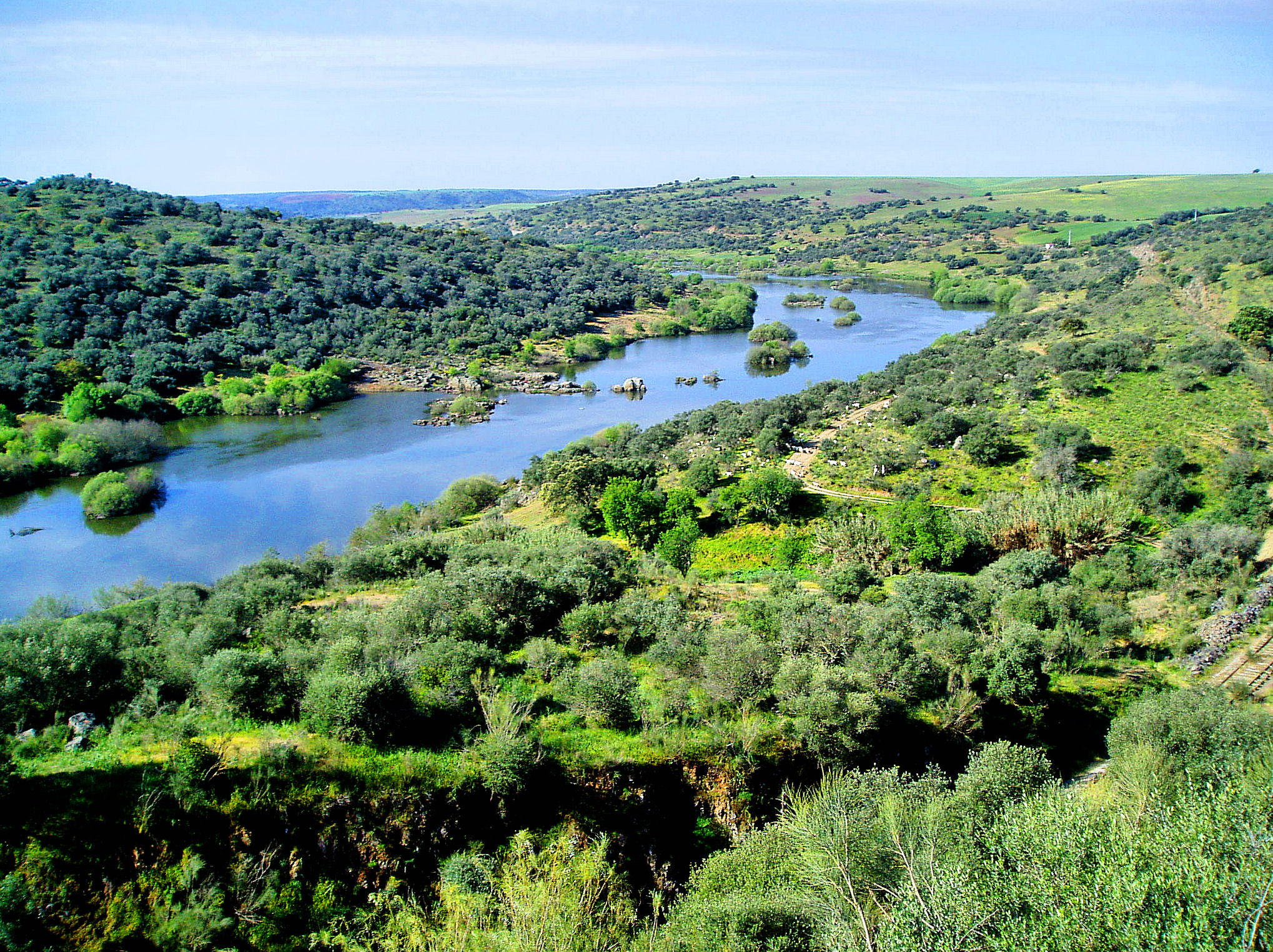
Il fiume Guadiana nei pressi di Serpa

Il clima dell’ecoregione è molto caldo in estate e mite in inverno, che generalmente è umido. Le temperature medie annuali oscillano tra i 13 e i 19 °C, con le minime che restano sempre sopra lo zero, seppure di poco. Le correnti atlantiche tendono a smorzare l’aridità del clima e le precipitazioni raggiungono i 500–900 mm/anno.
La superficie dell’ecoregione comprende le parti terminali dei bacini di tre grandi fiumi della penisola iberica: la Guadiana, il Tago e il Guadalquivir.

## Flora
La formazione vegetale dominante è quella della foresta di latifoglie decidue, prima di tutte la quercia da sughero, che si estende dal livello del mare fino alle medie altitudini in tutto il bacino occidentale del Mediterraneo, dall'Italia al Marocco. La sughereta presenta aspetti vivaci, con lussureggiante sottobosco, ove lasciata crescere spontaneamente, ricco di altre specie tipiche degli ecosistemi mediterranei quali l'alloro, il corbezzolo, l'erica arborea, il leccio, il cisto e il mirto. Si nota inoltre la ricchezza di piante rampicanti con i caprifogli, la salsapariglia, le clematidi e l’edera.

Una volta, gli olivi selvatici (Olea europea e Olea maroccana) e il carrube erano più diffusi, ma sono ormai spariti o sono stati soppiantati da varietà geneticamente selezionate per consentirne l’utilizzazione agro-industriale.

## Fauna
L'ecoregione offre un importante rifugio alla lontra e ospita un notevole numero di specie di rettili, tra cui la testuggine palustre europea, la tartaruga palustre del Caspio e il camaleonte. Molte specie di uccelli migratori svernano in questa regione, in particolare nel parco nazionale di Doñana, dove si trovano anatre e fenicotteri, gru cinerina, cicogna bianca e la cicogna nera: una specie che si credeva minacciata, ma il cui stato di conservazione l’IUCN valuta poco preoccupante.

## Popolazione
La dehesa, come viene chiamata in Spagna, o il montado, come è noto ai portoghesi, costituisce un antico sistema di gestione integrata sostenibile dell’ambiente, ampiamente diffuso nell’ecoregione; il montado ha fornito una valida opzione produttiva alle popolazioni rurali per alcuni secoli. Nella prima metà del XX secolo, la necessità di espandere la frontiera agricola, per sostenere le politiche nazionaliste di austerità messe in atto dalle dittature locali hanno portato alla forzata occupazione delle terre con la coltivazione del frumento, attraverso la campanha do trigo, che nel 1929 ha preso spunto dalla mussoliniana Battaglia del grano. Da quel momento, l’equilibrio ecologico si è rotto, e la riforestazione successiva, a base di eucalipti e conifere alloctone non ha migliorato la situ azione dal punto di vista ecologico. Ancora oggi, malgrado i piani di sostegno alla silvicoltura sostenibile finanziati dalla Politica agricola comune dell’Unione europea si stima una perdita di 40 t/ha*anno di suolo agricolo.
La pressione antropica è costante e non facilita il recupero ambientale della situazione di degrado.

## Conservazione

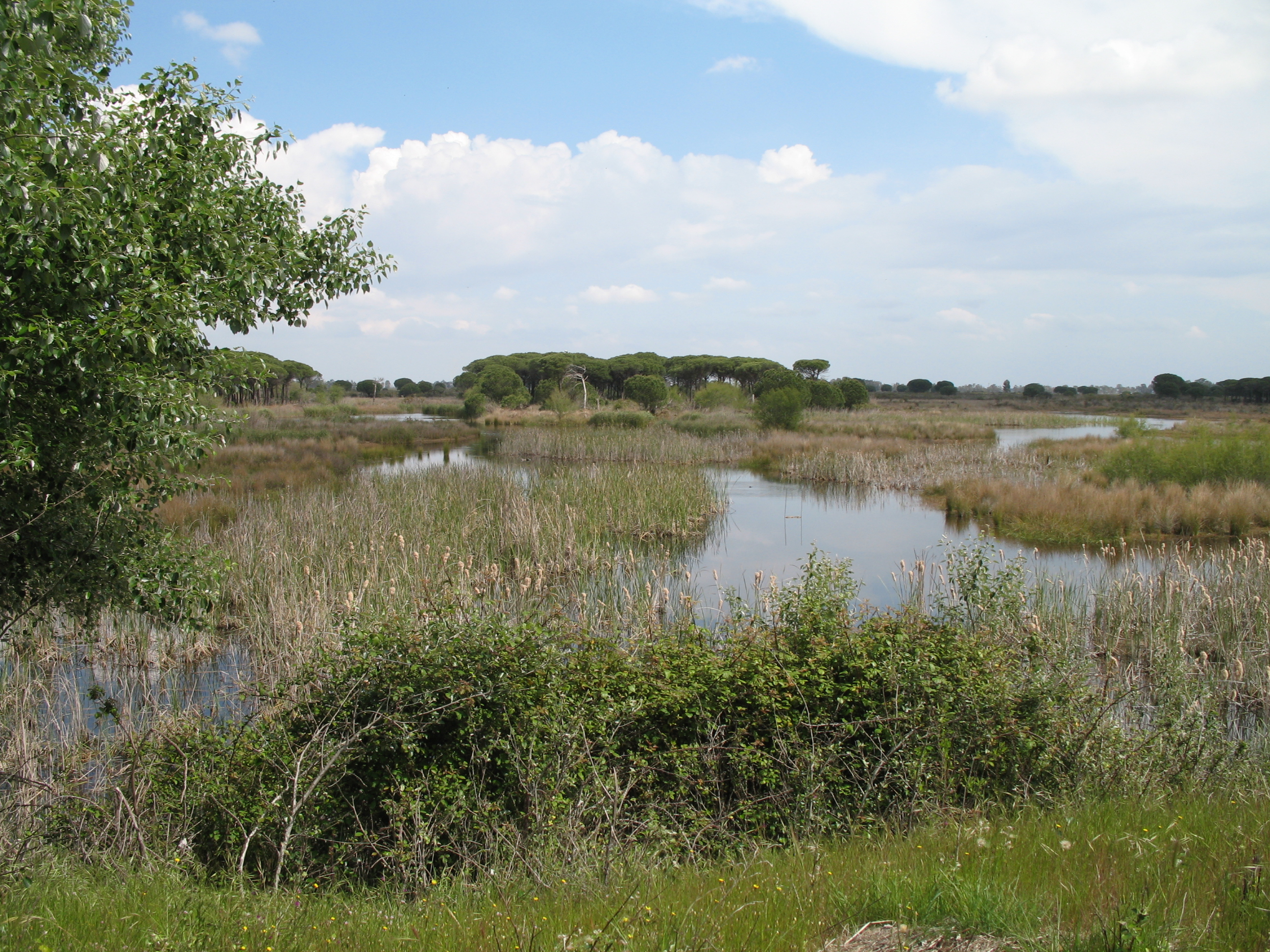
Una zona umida alla foce del Guadalquivir, nel Parco nazionale di Doñana

Le specie animali sulle quali si concentrano gli sforzi di conservazione sono tre tra le più minacciate in Europa: la lince eurasiatica, l'aquila imperiale e la otarda maggiore.
Nell’ecoregione esistono varie zone di protezione, di cui una a livello di parco nazionale: il Parco nazionale di Doñana, in Andalusia, e varie aree protette sia in Alentejo e Algarve nella porzione portoghese, sia nella porzione spagnola.